# Elena Arzak Espina
Elena Arzak Espina (Sant Sebastià, Guipúscoa, 4 de juliol de 1969) és una destacada cuinera espanyola, filla del també cuiner Juan Mari Arzak.

## Biografia
Elena Arzak Espina té una llarga tradició familiar gastronòmica, que es remunta fins als seus besavis, que ja tenien una taverna i una casa de menjars.
Sempre va tenir clara la seva vocació gastronòmica.

### Formació
Arzak va estudiar COU al Col·legi Alemany de Sant Sebastià. Va continuar la seva formació a l'Escola d'Hostaleria Schwezerische Hotelfachschule Luzern de Suïssa (1988-91). Posteriorment va treballar a La Gavroche (Londres), al Vivarois (París), al Louis XV (Montecarlo), a l'Antica Hosteria di Ponte Cassineta (Lugano), al Pierre Gagniere (París) o a El Bulli (Roses), restaurant de Ferrán Adriá, entre d'altres establiments de tot Europa.
Després d'aquest periple, va començar a treballar en el restaurant de la seva família. Elena Arzak Espina és habitual en certàments nacionals i internacionals de gastronomia, com el Madrid Fusión.

## El Restaurant Arzak
Actualment dirigeix el Restaurant Arzak amb el seu pare. La història del Restaurant està íntimament unida a la família Arzak. La casa va ser construïda l'any 1897 pels avis de Juan Mari Arzak (José María Arzak Etxabe i Escolàstica Lete), per ser celler de vins i taverna al poble d'Alza. Va seguir sent taverna fins que van començar a regentar-la els pares de Juan Mari (Juan Ramón Arzak i Francisca Arratibel), que la van fer evolucionar a una casa de menjars. El restaurant va anar guanyant notorietat, especialitzant-se en banquets de celebracions familiars.
Maite Espina, mare d'Elena, va entrar a formar part del Restaurant Arzak l'any 1967, millorant el servei de sala, l'estilisme, la decoració i l'administració. Juan Mari va seguir evolucionant dins de la gastronomia basca fins a crear la seva pròpia cuina.
A partir mitjans dels anys 70 li van arribar els premis i reconeixements que van convertir el Restaurant Arzak en un referent de la gastronomia nacional i internacional. L'any 1989 li van atorgar la tercera estrella de la Guia Michelin.

### El Banc de sabors
El restaurant dedica un gran esforç a la recerca culinària. Juan Mari i Elena Arzak dirigeixen un equip amb el qual intenten desxifrar nous secrets per aportar-los a la seva gastronomia. Aquest equip és el responsable que el Restaurant Arzak s'hagi convertit en un referent pels més refinats gourmets. El laboratori intenta trobar un punt d'equilibri entre avantguarda i tradició. Disposa de les més modernes instal·lacions, així com d'un Banc de Sabors amb més de 1000 productes i ingredients amb els quals investigar i innovar.

## Premis i reconeixements
Entre d'altres ha rebut:
- 2000 Xef de l’avenir.
- 2001 Acadèmia Internacional de Gastronomia.
- 2010 Premi Nacional de Gastronomia a cap de cuina.
- 2012 Elena Arzak triada la Millor Xef femenina del Món Veuve Clicquot.[7]